# Lake Barrington
Lake Barrington é uma vila localizada no estado americano de Illinois, no Condado de Lake.

## Demografia
Segundo o censo americano de 2000, a sua população era de 4757 habitantes.
Em 2006, foi estimada uma população de 5035, um aumento de 278 (5.8%).

## Geografia
De acordo com o United States Census Bureau tem uma área de
14,4 km², dos quais 13,8 km² cobertos por terra e 0,6 km² cobertos por água.

## Localidades na vizinhança
O diagrama seguinte representa as localidades num raio de 8 km ao redor de Lake Barrington.